# Phlebotomus maduloae
Phlebotomus maduloae är en tvåvingeart som beskrevs av Leger och Pesson 1993. Phlebotomus maduloae ingår i släktet Phlebotomus och familjen fjärilsmyggor.
Artens utbredningsområde är Nya Kaledonien. Inga underarter finns listade i Catalogue of Life.